# Stränginstrument

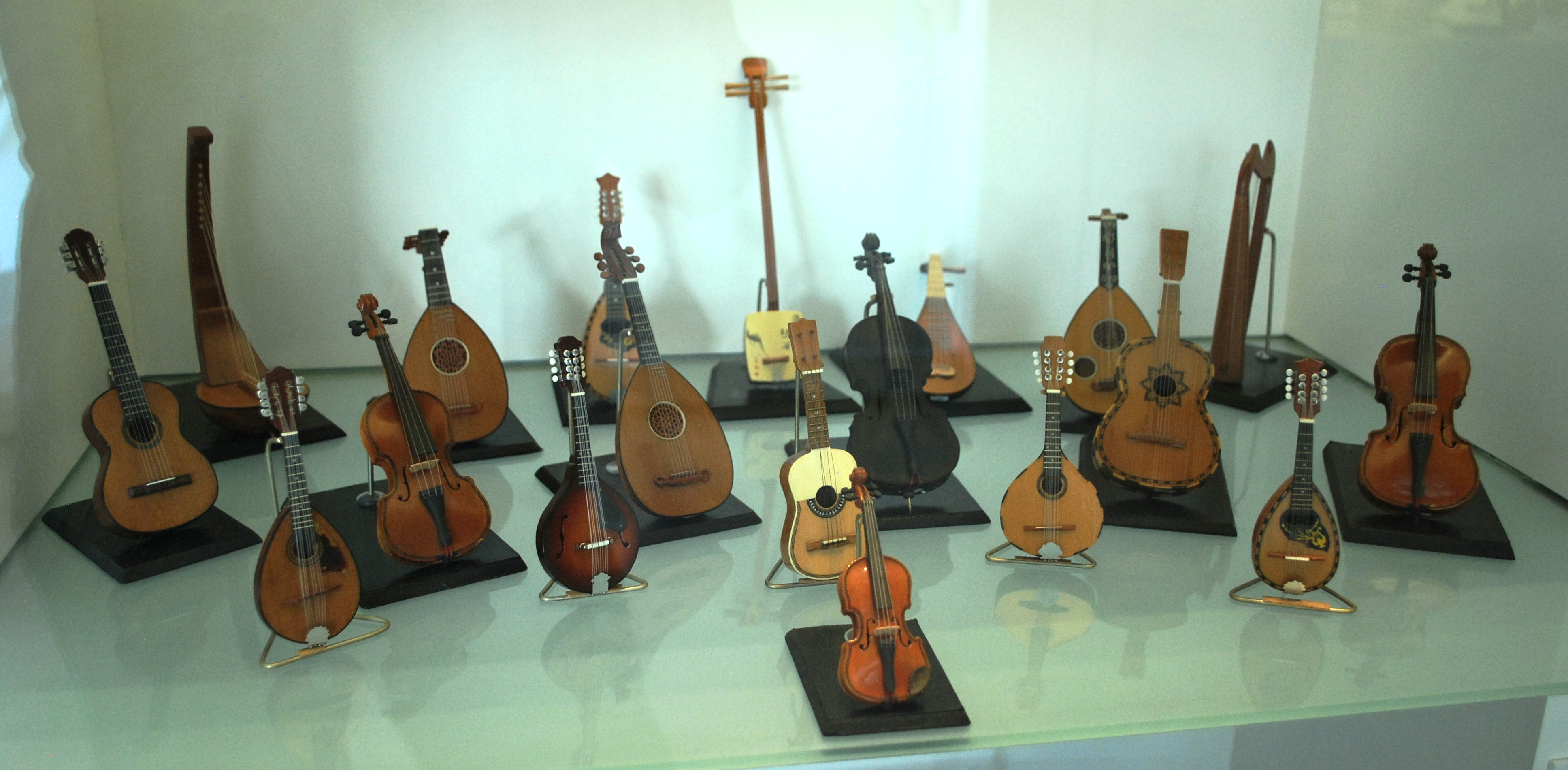
Olika stränginstrument.

Stränginstrument (eller kordofoner) är musikinstrument vars ton åstadkommes med hjälp av en eller flera strängar som sätts i svängning.

## Strängar
Strängen är den tongivande delen av stränginstrumentet. Tonen skapas genom att strängen sätts i svängning. Grundtonen bestäms av strängens längd, massa och hur spänd den är. Förutom grundtonen genererar strängen harmoniska övertoner vilka ger varje musikinstrument dess individuella klangfärg. Strängar tillverkas av stål (oftast), tarmar, silke, mässing eller nylon.

## Indelning

### Spelteknik
En indelning av instrumenten är baserad på hur ljudet alstras. 
- Knäppta stränginstrument, då man knäpper på strängarna med fingrarna eller med plektrum. Hit hör bland annat gitarr.
- Anslagna stränginstrument, då strängen anslås med en hammare. Hit hör piano och hackbräde.
- Stråkinstrument,  då man får strängen att vibrera med hjälp av en stråke som dras över strängarna. Violin och cello är sådana.

### Konstruktion
En annan indelning är baserad på hur stränginstrument är byggt/konstruerat. Konstruerat med en ram som en harpa, med en resonansbotten 
 som en flygel eller med resonanslåda som kan vara försedd med en eller flera armar som en luta.
Hos knäppta stränginstrument placeras strängarna i körer, bestående av en eller flera strängar som anslås samtidigt. Strängarna kan vara stämda i samma ton, alternativt med en oktav emellan.

## Systematik
- Bågar
- Lyror
- Harpor
  - Bågharpor
  - Ramharpor
    - Harpa

  - Vinkelharpa

- Lutor
  - Stråkar
    - Violin
    - Viola
    - Cello
    - Kontrabas
    - Sarinda
    - Nyckelharpa
    - Erhu

  - Knäppes
    - Gitarr
    - Luta
    - Mandolin
    - Ukulele

- Cittror
  - Anslås
    - Hackbräde

  - Knäppes
    - Cembalo
    - Klavikord
    - Spinett
    - Cittra
    - Kantele
    - Gusli
    - Kannel
    - Kokles
    - Kankles
    - Psaltare

  - Tappas
    - Chapman Stick